# 사쿠라기초역
사쿠라기초역(일본어: 桜木町駅, さくらぎちょうえき)는 일본 가나가와현 요코하마시 나카구에 위치한 역이다. 사쿠라기초 사고가 일어난 장소이기도 하다.

## 만나는 기차 노선
- 동일본 여객철도
  - ■ 네기시 선
- 요코하마 시 교통국
  - ■ 요코하마 지하철 블루 라인(3호선)

## 타는 곳

### 네기시 선
승강장은 사쿠라기초 역 지상에 위치해 있다.
- 관할 철도 회사: 동일본 여객철도
- 승강장 형태: 섬식 승강장 2개 3선

| 1    | 네기시 선        | 간나이・이소고・오후나 방면         |
| 2    | 게이힌 도호쿠 선 | 하차전용                            |
| 3- 4 | 게이힌 도호쿠 선 | 쓰루미・시나가와・도쿄・오미야 방면 |
| 3- 4 | 요코하마 선      | 신요코하마・마치다・하치오지 방면   |

### 지하철 블루 라인
승강장은 역 남쪽의 지하 4층에 위치해 있다.
- 관할 철도 회사: 요코하마 시 교통국
- 승강장 형태: 섬식 승강장 1개 2선
- 역 번호: 18
- 스크린도어: 설치 준비중 (2007년 9월 사용 개시 예정)

| 1 | ■ 블루 라인(3호선) | 간나이・쇼난다이 방면     |
| 2 | ■ 블루 라인(3호선) | 신요코하마・아자미노 방면 |

## 역 주변 건물이나 시설
- 미나토 미라이 21 구역
- 랜드마크 타워
- 요코하마 차이나타운

## 역 역사

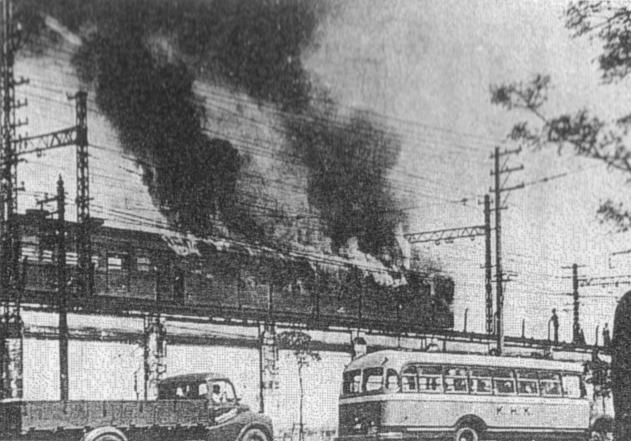
사쿠라기초역 화재 사고당시 사진

- 1872년 6월 12일 - 요코하마 역으로서 영업 개시.
- 1915년 8월 15일 - 사쿠라기초 역으로 명칭 변경.
- 1932년 3월 31일 - 도쿄 요코하마 전철 (현재의 도쿄 급행 전철)의 역이 영업 개시.
- 1951년 4월 24일 - 게이힌 도호쿠선 63계 전동차가 역 진입 중 시공을 잘못해 끊어진 가선이 열차 지붕에 닿아 스파크를 일으켜 발화, 선두차 1량 전소. 106명 사망 92명 부상.
- 1976년 9월 4일 - 지하철의 역이 영업 개시.
- 2004년 1월 31일 - 도쿄 급행 전철의 역이 폐쇄.

## 인접역
| 동일본 여객철도 ■ 네기시 선    | 동일본 여객철도 ■ 네기시 선 | 동일본 여객철도 ■ 네기시 선 |
| ------------------------------ | --------------------------- | --------------------------- |
| 요코하마 오미야, 하치오지 방면 | 쾌속, 각역정차              | 간나이 오후나 방면          |

| 요코하마 시영 지하철 ■ 블루라인 | 요코하마 시영 지하철 ■ 블루라인 | 요코하마 시영 지하철 ■ 블루라인  |
| ------------------------------- | ------------------------------- | -------------------------------- |
| B17 간나이 B01 쇼난다이 방면    |                                 | B19 다카시마초 B32 아자미노 방면 |